# Лордкипанидзе, Николай Мерабович
Николай (Нико) Мерабович Лордкипанидзе (груз. ნიკო მერაბის ძე ლორთქიფანიძე; 17 (29) сентября 1880 года, с. Чунеши, Имеретинская область Российской империи (ныне Цхалтубский муниципалитет, Грузии) — 25 мая 1944, Тбилиси) — грузинский советский писатель, публицист, педагог. Председатель Союза работников искусств Грузии (1921—1924).

## Биография

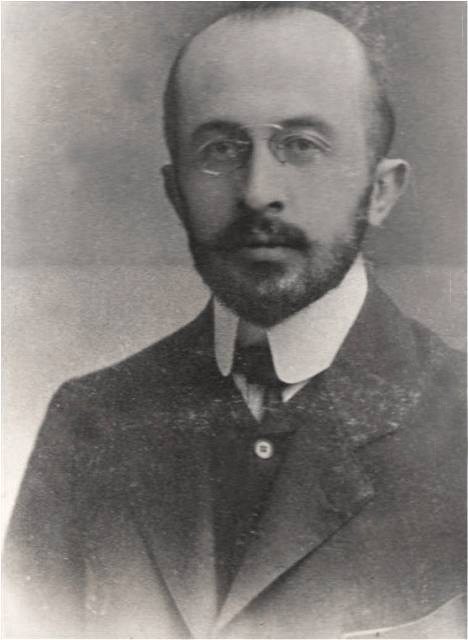
Нико Лордкипанидзе. до 1927 г.

Потомок имеретинских князей. Его предки были людьми, принятыми при дворе царя Имеретии, их называли «людьми клятвы» — в самый сложный для страны период им доверяли решение самых важных дел. «Клятвенные» выступали в роли дворцовой стражи. Лидером этих «людей клятвы» был дед писателя — Георгий Лорткипанидзе, с детства близкий к Имеретинскому царю Соломону II. Отец писателя Мераб Лорткипанидзе также был известным общественным деятелем того времени, мировым посредниок. Он был одним из первых, кто освободил своих крепостных до аграрной реформы. Мать писателя происходила из семьи Цулукидзе.
У Нико Лорткипанидзе было пять сестер и два брата. Братья писателя — Джейсон и Александр — также стали известными общественными деятелями. Нико учился грамоте дома. Писать дети начали в раннем возрасте, хотя детские сочинения позже были уничтожены ими самими. В детстве писателя не хватало грузинских книг, и маленький Нико чаще пользовался русскими книгами и начал писать по-русски. Изначально был принят в Кутаисскую грузинскую дворянскую гимназию. Нико участвует в общественной жизни. В 1901 году в Кутаиси выступала русская разъездная труппа, её спектакль «Сын Израиля» привёл к этническому конфликту между грузинами и евреями, в который оказались втянуты Нико Лорткипанидзе и его друзья. В дело вмешалась полиция, потребовалось задействовать отряд солдат из 150 человек.
Нико Лорткипанидзе обвинили в оскорблении сотрудников полиции, нарушении общественного порядка. На суде его приговорили к штрафу, но затем по требованию высокопоставленных государственных чиновников приговор был пересмотрен, и Нико Лорткипанидзе получил два месяца лишения свободы. Отбыв наказание, он уехал во Владикавказ, где учился его брат Джейсон, там Нико окончил гимназию.
За участие в студенческих демонстрациях в 1900 и 1902 Лордкипанидзе был исключён из Харьковского университета. Продолжил учёбу в Австрии и Германии, в 1907 окончил австрийскую Горную академию в Леобене.
Вернувшись в Грузию, учительствовал.

## Творчество
Творчество Нико Лордкипанидзе оказало большое влияние на развитие грузинской советской литературы и её язык и входит в сокровищницу грузинской литературы.
Печататься начал с 1902. Наряду с И. Чавчавадзе, Нико Николадзе, С. Месхи и др. в начале XIX века стоял у истоков грузинской публицистики.
После первого романа «Грозный барин» (1912) стал популярным писателем. Творчество его как по форме, так и по содержанию принадлежит прошлому. Он является последним романтиком стародворянской феодальной Грузии, образы, типы и колорит которой мастерски воспроизводит в своих произведениях. В отдельных произведениях с сарказмом изобразил процесс разложения и упадка феодального строя в Грузии.
Автор произведений большого социального звучания, с первых рассказов заявив о себе как писатель, стремящийся осмысливать основные проблемы истории и современности.
Им создан ряд повестей и новелл о жизни грузинской деревни и дворянства. Историческая повесть «Лихолетье» (1914—1919), рассказы «Продаётся Грузия» (1910), «Рыцари» (оба — 1912), разоблачают нравы буржуазии и феодальной аристократии. Жизнь вырождающегося дворянства составляет содержание серии новелл «Разрушенные гнёзда» (1916). В историко-революционной повести «С тропинок на рельсы» (1925) отражена борьба грузинского народа за свободу. Оптимистична, жизнеутверждающа повесть «Скульптор» (1936). Героической борьбе советского народа с фашистами отражена в повести «Непокорённые» (1943) и «Возвращение бывшего пленника» (1944).
Целый ряд рассказов Лордкипанидзе переведен на русский, тюркский, украинский, армянский и другие языки.

## Избранные произведения
- Грозный барин, 1908;
- Кэто, 1914;
- Аромат развалин (сборник рассказов, 1927);
- Разбитые желанья, 1927;
- Сладость времени, 1927;
- С тропинок на дорогу, 1925;
- Феодалы;
- Богатырь, 1944.